# Eleccions legislatives hongareses de 1949
Les eleccions legislatives hongareses de 1949 se celebraren el 15 de maig de 1949 per a renovar els 411 membres de l'Assemblea Nacional d'Hongria. Només es presentava una única candidatura, creada pel Partit dels Treballadors Hongaresos, fundat el 1948 de la fusió del Partit Comunista Hongarès i del Partit Socialdemòcrata Hongarès. Aquesta candidatura, anomenada Front Popular Independent Hongarès, es presentava amb un programa únic. Els partits de l'oposició, dividits i desmantellats, no s'hi van poder presentar, i el líder dels catòlics hongaresos, el cardenal József Mindszenty, havia estat condemnat a cadena perpètua el 6 de febrer. István Dobi fou nomenat primer ministre d'Hongria.
Tres mesos després de les eleccions fou adoptada una nova Constitució que proclama la República Popular d'Hongria i que consagra el principi d'un règim de partit únic. Les escoles van ser nacionalitzades, es posà en marxa la col·lectivització, es va purgar el funcionariat, fou destruïda la premsa independent i s'eliminaren els darrers restes de llibertat d'empresa. Poc després László Rajk, Secretari General del Front i Ministre de Relacions Exteriors, qui l'endemà de l'elecció va ser l'orador principal en una manifestació massiva en la qual va condemnar els partidaris de Tito com a "gossos faldillers de l'imperialisme" i va elogiar la "brillant estratègia" del "gran líder de la pau" Stalin, i el "savi lideratge" del millor alumne hongarès de Stalin, el company Rakosi, va ser detingut dues setmanes després i executat l'octubre després d'un judici.

## Resultats
|                                 |                                        |                                          |                                   |           |      |           |     |
| Partit                          | Partit                                 | Partit                                   | Partit                            | Vots      | %    | Escons    | +/- |
|                                 | Front d'Independència Popular Hongarès |                                          | Partit Hongarès dels Treballadors | 5,478,515 | 97.1 | 285 / 402 | 118 |
|                                 | Front d'Independència Popular Hongarès | Partit Independent de Petits Propietaris | 62 / 402                          | 5,478,515 | 97.1 | 6         |     |
|                                 | Front d'Independència Popular Hongarès | Partit Nacional Camperol                 | 39 / 402                          | 5,478,515 | 97.1 | 3         |     |
|                                 | Front d'Independència Popular Hongarès | Partit Demòcrata Hongarès Independent    | 10 / 402                          | 5,478,515 | 97.1 | 8         |     |
|                                 | Front d'Independència Popular Hongarès | Partit Radical Hongarès                  | 4 / 402                           | 5,478,515 | 97.1 | 2         |     |
|                                 | Front d'Independència Popular Hongarès | Independents                             | 2 / 402                           | 5,478,515 | 97.1 |           |     |
| En contra                       | En contra                              | En contra                                | En contra                         | 165,283   | 2.9  | –         |     |
| Vots en blanc/nuls              | Vots en blanc/nuls                     | Vots en blanc/nuls                       | Vots en blanc/nuls                | 86,721    | –    | –         |     |
| Total                           | Total                                  | Total                                    | Total                             | 5,730,519 | 100  | 402       |     |
| Votants registrats/participació | Votants registrats/participació        | Votants registrats/participació          | Votants registrats/participació   | 6,053,972 | 94.7 | –         |     |
| Font: Nohlen & Stöver           |                                        |                                          |                                   |           |      |           |     |